# Marchastel (Cantal)
Marchastel è un comune francese di 168 abitanti situato nel dipartimento del Cantal nella regione dell'Alvernia-Rodano-Alpi.

## Società

### Evoluzione demografica
Abitanti censiti